# 胡埭镇
胡埭镇，是中华人民共和国江苏省无锡市滨湖区下辖的一个乡镇级行政单位。

## 行政区划
胡埭镇下辖以下地区：
胡埭镇社区、花汇苑社区、胡埭村、鸿翔村、张舍村、孟村村、龙延村、刘塘村、富安村、夏渎村、马鞍村和胡埭工业园社区。